# Licenza

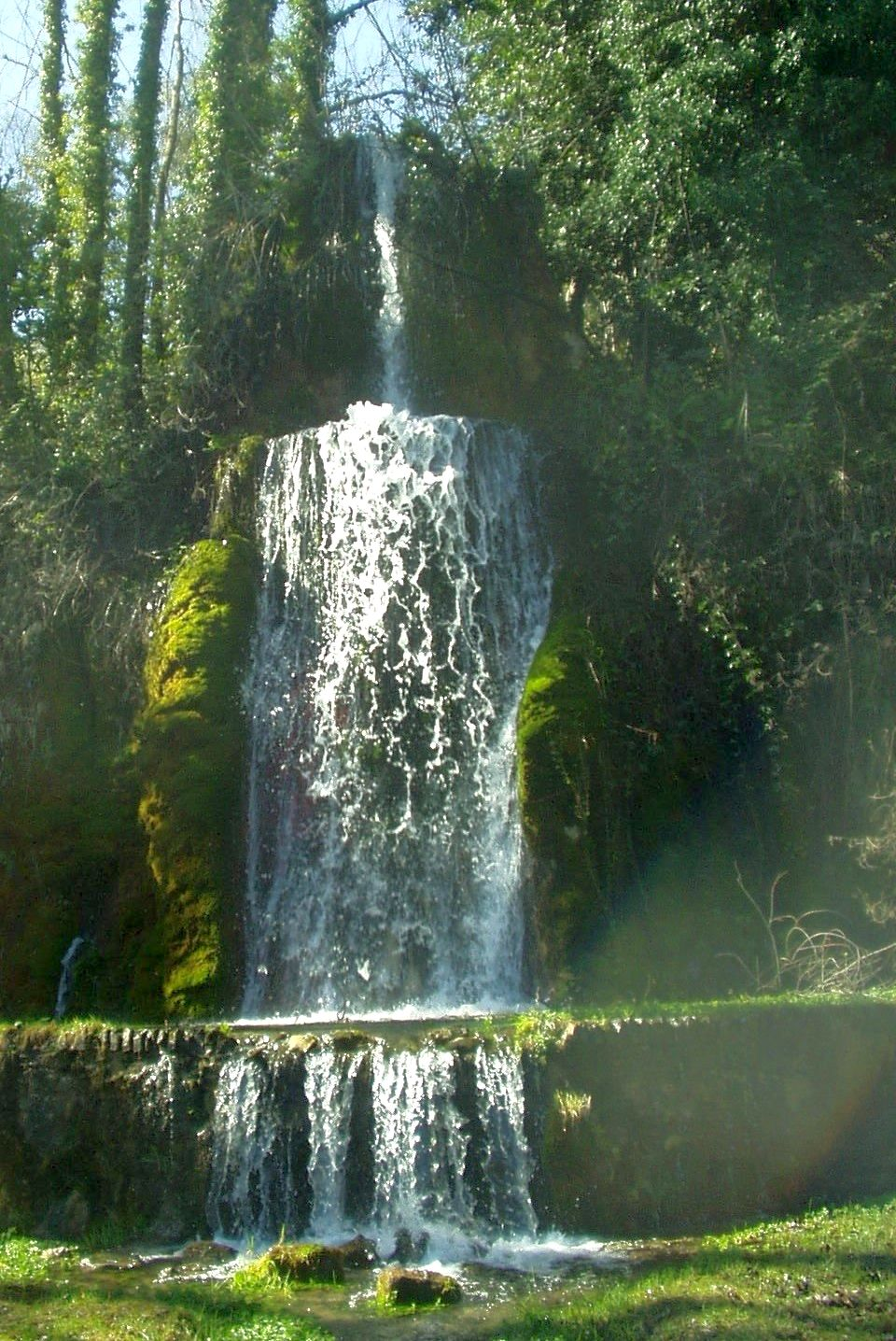
Fons bandusiae, Licenza

Licenza is een gemeente in de Italiaanse provincie Rome (regio Lazio) en telt 925 inwoners (31-12-2004). De oppervlakte bedraagt 17,7 km², de bevolkingsdichtheid is 56 inwoners per km².

## Demografie
Licenza telt ongeveer 434 huishoudens. Het aantal inwoners steeg in de periode 1991-2001 met 0,2% volgens cijfers uit de tienjaarlijkse volkstellingen van ISTAT.
| Jaar | Inwoneraantal |
| ---- | ------------- |
| 1991 | 955           |
| 2001 | 957           |

## Geografie
De gemeente ligt op ongeveer 475 m boven zeeniveau. De bron Fons bandusiae ligt in de gemeente. Mogelijk is dit de bron waar de klassieke dichter Horatius op doelde in zijn gedicht O fons Bandusiae, want hij bezat hier een villa.
Licenza grenst aan de volgende gemeenten: Mandela, Monteflavio, Percile, Roccagiovine, San Polo dei Cavalieri, Scandriglia (RI).